# Jorunn
Jorunn je ženské křestní jméno skandinávského původu znamenající "divočák" či "koňská láska". Pochází ze staroseverského jména Jórunnr a bylo stvořeno ze slov jór "kůň" a unna "láska".

## Známé nositelky
- Jørun Drevland, norská politička
- Jórunn Erla Eyfjörd, profesorka
- Jórunn Sjöfn Guðlaugsdóttir, islandský průvodce
- Jorunn Hageler, norská politička
- Jorunn Hareide, norská historička
- Jorunn Johnsen, norská novinářka
- Jorunn Kjellsby, norská herečka
- Jorunn Okland, norská teoložka
- Jorunn Ringstad, norská politička
- Jorunn Teigen, norská orientační běžkyně
- Jorunn skáldmaer, norská Skaldka
- Jorunn Sundgot-Borgen, norská profesorka sportovné medicíny
- Jorunn Vidar, islandská pianistka a skladatelka